# Ahtsalmi
Ahtsalmi är stadsdel nummer 2 i Lojo i Finland. Tillsammans med Anttila bildar stadsdelen Lojo centrum.
Gränsen mellan Anttila och Ahtsalmi följer linjen Vuorinengatan – Åsgatan – Postgatan – Aurlaxgatan – Strandparken – Bryggatan. I sydost utgör Lojoåsen och Stamväg 52 gräns mellan Ahtsalmi och Keskilohja. I sydväst är stadsdelarna Myllylampi och Neitsytlinna belägna.